# Дворецкая, Елизавета Алексеевна
Елизаве́та Алексе́евна Дворе́цкая (род. 1 июня 1970, Москва) — русская писательница.
Окончила филологический факультет Московского педагогического государственного университета. Затем два года работала в школе учителем русского языка и литературы, потом была занята в сфере государственного управления, пока не перешла к образу жизни профессионального писателя. Писать начала в возрасте четырнадцати лет. В 1997 были опубликованы сразу четыре её произведения: исторический роман «Ветер с Варяжского моря» и три книги в жанре фэнтези — «Огненный волк» (славянское фэнтези), «Оружие скальда» и «Стоячие камни». Её перу принадлежит более двух десятков книг в нескольких родственных жанрах: это и «чистое» фэнтези, и историческая фантастика, и исторические романы традиционного типа. Объединяет их одно: все они написаны на материале раннего Средневековья славян и скандинавов. Книги Елизаветы Дворецкой отмечены несколькими премиями: «Трубач небес» (Звёздный мост-2004), «Бастет» (Басткон-2007), «Чаша Бастиона» (Басткон-2008). Роман «Лес на Той Стороне» был признан лучшим по версии журнала «Мир фантастики» в 2006 году. Лауреат премии «Бегущая по волнам» за лучший женский образ в российской фантастике — 1-е место в 2018 г. за образ Эльги в романе «Наследница вещего Олега».
Увлекается исторической реконструкцией по периоду раннего Средневековья, что способствует более детальному знакомству и реалистическому отражению быта и повседневной жизни.
Проживает в Санкт-Петербурге.

### Скандинавская серия «Корабль во фьорде»
1. «Стоячие камни. Книга 1: Квиттингская ведьма» («Битва колдуньи»)
2. «Стоячие камни. Книга 2: Дракон Судьбы»
3. «Спящее золото. Книга 1: Сокровища Севера»
4. «Спящее золото. Книга 2: Стражи Медного Леса»
5. «Щит побережья. Книга 1: Восточный Ворон»
6. «Щит побережья. Книга 2: Блуждающий огонь»
7. «Корни гор. Книга 1: Железная голова»
8. «Корни гор. Книга 2: Битва Чудовищ» (на бумаге отдельно не выходила)
9. «Ведьмина звезда. Книга 1: Последний из Лейрингов»
10. «Ведьмина звезда. Книга 2: Дракон Памяти»
11. «Перстень альвов. Книга 1: Кубок в источнике»
12. «Перстень альвов. Книга 2: Пробуждение валькирии»
13. «Ясень и яблоня. Книга 1: Ярость ночи»
14. «Ясень и яблоня. Книга 2: Чёрный камень Эрхины»
15. «Дракон Восточного моря. Книга 1: Волк в ночи» (только в электронном виде)
16. «Дракон Восточного моря. Книга 2: Крепость теней» (только в электронном виде)
17. «Дракон Восточного моря. Книга 3: Каменный трон» (только в электронном виде)
18. «Лань в чаще. Книга 1: Оружие скальда» (только в электронном виде)
19. «Лань в чаще. Книга 2: Дракон Битвы» (только в электронном виде)

### Славянское фэнтези
Цикл-трилогия «Князья Леса»
1. «Огненный волк. Книга 1: Чуроборский оборотень»
2. «Огненный волк. Книга 2: Князь волков»
3. «Утренний всадник. Книга 1: Янтарные глаза леса»
4. «Утренний всадник. Книга 2: Чаша Судеб»
5. «Весна незнаемая. Книга 1: Зимний Зверь»
6. «Весна незнаемая. Книга 2: Перекресток зимы и лета»

### Историческая фантастика
Серия «Огнедева»
1. «Огнедева»
2. «Огнедева: Аскольдова невеста»
3. «Огнедева: Перст судьбы»
4. «Весна Огнедевы» (вышла под названием «Чары колдуньи»)
5. «Змей-звезда» (вышла под названием «Тайна древлянской княгини»)

Серия «Лес на Той Стороне»
Том 1 — «Лес на Той Стороне»
1. Книга 1: «Золотой сокол» («Лесная невеста»)
2. Книга 2: «Зеркало и чаша» («Лесная невеста: Проклятие Дивины»)

Том 2 — «Ночь богов» («Солнце Велеса») (переработанный вариант 2016 года)
1. Книга 1: «Гроза над полем»
2. Книга 2: «Тропы незримых»

Том 3 — «След черного волка» (выход — декабрь 2016 года)
Том 4 — «Последний взгляд Марены» (первая редакция называлась в сети «Сокол ясный») (выход — январь 2017 года)
"Серия «Рюрик» (вышедшая под псевдонимом Павел Алехин)
1. Книга 1: «Орел и Дракон»
2. Книга 2: «Источник судьбы»

Серия не окончена, но первые два тома можно читать отдельно.

### Исторические романы
Серия «Княгиня Ольга»
1. «Ольга, лесная княгиня» («Невеста из чащи»)
2. «Наследница Вещего Олега»
3. «Ольга, княгиня воинской удачи» («Пламя Босфора»)
4. «Княгиня Ольга. Зимний престол»
5. «Ольга, княгиня зимних волков» («Волки Карачуна»)
6. «Ольга, княгиня русской дружины» («Стрела Разящая»)
7. «Княгиня Ольга. Огненные птицы»
8. «Княгиня Ольга. Сокол над лесами»
9. «Две жены для Святослава»
10. «Дары Золотого царства»
11. «Ключи судьбы»
12. «Две зари»

Вне серий
1. «Колодец старого волхва»
2. «Ветер с варяжского моря» («Велесов ключ», «Невеста викинга»)
3. «Червонная Русь» («Венец Прямиславы»)
4. «Сокровище Харальда»
5. «Гуннхильд, северная невеста»